# Chi Nhái lưỡi
Chi Nhái lưỡi (danh pháp khoa học: Glyphoglossus) là một chi ễnh ương trong họ Nhái bầu, sinh sống trong khu vực Đông Nam Á, từ Vân Nam, Trung Quốc tới Indonesia.

## Phân loại
Chi Glyphoglossus hiện tại có nhiều thành viên là các loài trước đây thuộc một chi riêng biệt, Calluella. Do kết quả của nghiên cứu dữ liệu di truyền phân tử, mà hiện tại Calluella được xem là danh pháp đồng nghĩa của Glyphoglossus.

## Các loài
| Danh pháp và tác giả                                          | Tên thông thường |
| ------------------------------------------------------------- | ---------------- |
| Glyphoglossus brooksii (Boulenger, 1904)                      | Ễnh ương Brooks  |
| Glyphoglossus capsus (Das, Min, Hsu, Hertwig, and Haas, 2014) |                  |
| Glyphoglossus flavus (Kiew, 1984)                             | Ễnh ương Borneo  |
| Glyphoglossus guttulatus (Blyth, 1856)                        | Ễnh ương đốm     |
| Glyphoglossus minutus (Das, Yaakob, & Lim, 2004)              | Ễnh ương nhỏ     |
| Glyphoglossus molossus Günther, 1869                          | Nhái lưỡi        |
| Glyphoglossus smithi (Barbour & Noble, 1916)                  | Ễnh ương Smith   |
| Glyphoglossus volzi (Van Kampen, 1905)                        | Ễnh ương Sumatra |
| Glyphoglossus yunnanensis Boulenger, 1919                     | Ễnh ương Vân Nam |